# Камфора
Ка́мфора, также камфара́ (лат. Camphora), — терпеноид, бициклический кетон терпенового ряда.

## Свойства
Бесцветные легколетучие кристаллы с характерным запахом; плохо растворимы в воде, хорошо — в малополярных органических растворителях, в том числе в спиртах; существует в виде двух оптически активных форм (D и L− формы, tпл 178,5—179 °C) и в виде рацемической смеси (tпл = 178—178,5 °C).

## Получение

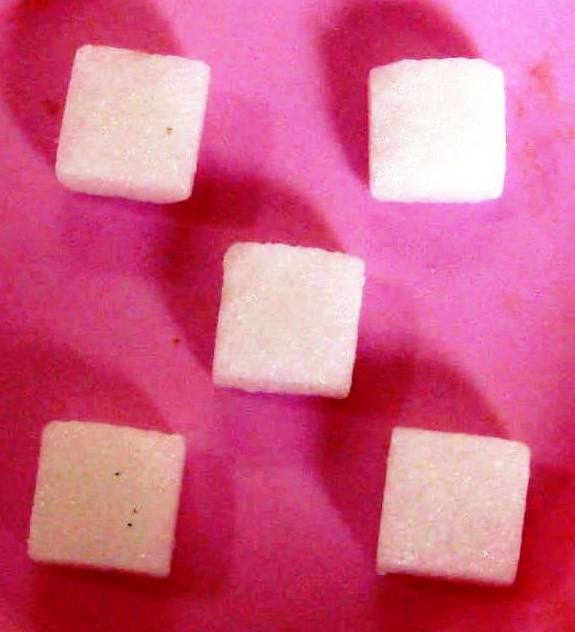
Кубики камфоры

Камфора распространена в природе, входит в состав многих эфирных масел. Особенно много её в масле камфорного лавра (Cinnamonum camphora), базилика, полыней, розмарина. Эфирное масло камфорного лавра в XIX веке служило основным источником (d)− камфоры, натуральной (японской) камфоры.
- Натуральную d-камфору получают из древесины или смолы камфорного лавра (Япония, Китай, Индонезия)
- Полусинтетическую L-камфору получают из пихтового масла.
- Синтетическую рацемическую-камфору в промышленности получают (в виде рацемической смеси) переработкой скипидара или его основного компонента — α-пинена.

## Применение
Камфору используют в медицине и ароматерапии (см. ниже).
В начале XX века камфора широко применялась в производстве некоторых пластмасс, особенно целлулоида — как пластификатор нитрата и ацетата целлюлозы, а также как флегматизатор бездымного пороха.
В исламе добавление камфоры в воду при последнем омовении усопшего предписано Сунной.
С давних пор камфору, камфорное эфирное масло и камфорный спирт применяли для борьбы с молью и клопами.
В Китае и по всей юго-восточной Азии камфору использовали в качестве благовонного курения, для чего кристаллы камфоры помещали на раскаленные угли в курильнице.
В некоторых районах Индии, в основном Бенгалии и Ориссе, натуральную камфору используют в кулинарии как специю при приготовлении сладостей и молочных пудингов.
Натуральную камфору, желательно борнейскую, используют при создании химического барометра-штормгласса Роберта Фицроя.
Вследствие высокой криоскопической константы камфора используется для определения молекулярной массы методом криоскопии.

### Применение в медицине
В медицине применяют d- и L- камфору; рацемическую камфору допускают лишь для наружного применения из-за повышенной токсичности ввиду возможного химического загрязнения, которое связано со способом производства синтетической камфоры.
Фармакологи рассматривают камфору как представитель аналептических средств. При введении под кожу растворы камфоры в растительном масле тонизируют дыхательный центр, стимулируют сосудодвигательный центр в продолговатом мозге. Оказывает также непосредственное действие на сердечную мышцу, усиливая обменные процессы в ней и повышая её чувствительность к влиянию симпатических нервов. Под влиянием камфоры суживаются периферические кровеносные сосуды. Способствует отделению мокроты. Возможно, что камфора ингибирует агрегацию тромбоцитов, в связи с чем она рекомендована к применению для улучшения микроциркуляции. Противозудное действие камфоры, возможно, связано с тем, что она, как и ментол, избирательно активирует холодовые рецепторы.
Применяют правовращающую натуральную d-камфору, добываемую из камфорного дерева, или полусинтетическую, левовращающую L-камфору, получаемую из пихтового масла. Рацемическую камфору используют только для наружного применения.
При местном применении препараты камфоры оказывают охлаждающее, раздражающее и отчасти антисептическое действие. Их применяют в составе мазей и втираний при воспалительных процессах, ревматизме и т. п. Пример — масло камфорное для наружного применения (Solutio Camphorae oleosae ad usum externum):

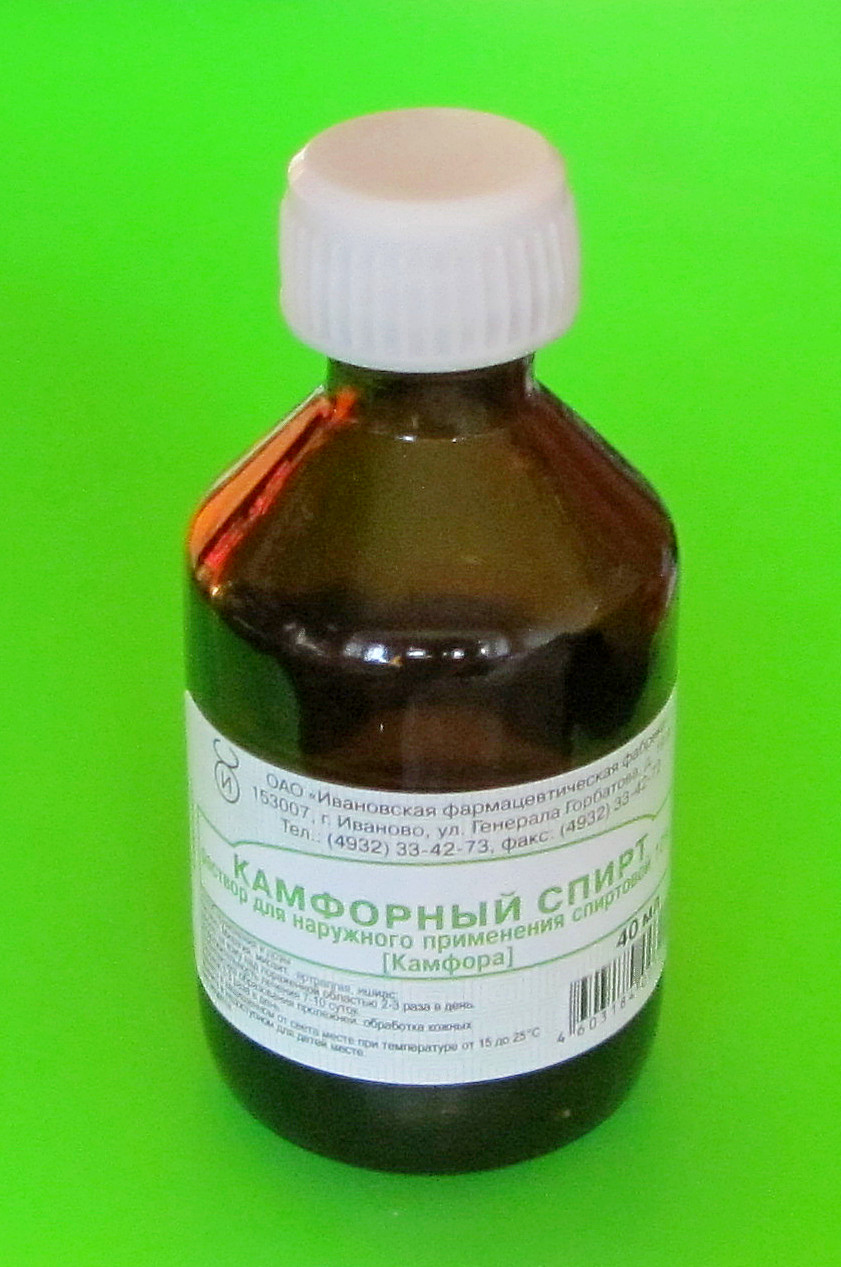
Камфорный спирт

Кроме того, эфирное масло камфорного лавра применяется в ароматерапии (но только «белое» эфирное масло) — одна из трех фракций исходного масла.
В начале XX века считали, что терапевтическое действие оказывает только натуральная (правовращающая) d-камфора, затем было доказано, что синтетические продукты — левовращающая и рацемическая камфора не имеют существенного различия с действием натуральной формы. Камфора улучшает альвеолярную вентиляцию, лёгочный кровоток и функцию миокарда.
В цикле рассказов М. А. Булгакова «Записки юного врача» часто упоминается камфора как что-то первостепенное, необходимое в аптечке врача — действие происходит с конца 1917 года.
Применяют растворы камфоры в комплексной терапии при острой и хронической сердечной недостаточности, коллапсе, при угнетении дыхания; пневмонии и других инфекционных заболеваниях, при отравлениях снотворными и наркотическими средствами в качестве антидота.
Из производных камфоры в медицине в качестве седативного средства применяется 3-бромкамфора.

#### Препараты камфоры
- Раствор камфоры в масле 20 % для инъекций (Solutio Camphorae oleosae 20 % pro injectionibus). 20 % раствор камфоры в жирном (персиковом или оливковом) масле.

Регистрация данного препарата в России прекращена.
- Камфорное масло 10%-й раствор камфоры в подсолнечном масле. Наружное для растираний при артритах, ревматизме и др.
- Камфорная мазь (Unguentum Camphoratum): камфоры — 10 г, вазелина медицинского — 54 г, парафина медицинского — 8 г, ланолина безводного — 28 г. Наружное для растираний при мышечных болях, ревматизме, артритах и др.
- Камфорный спирт (Spiritus Camphoratus): камфоры — 10 г, спирта 90%-го — 70 мл, воды — до 100 мл. Применяют наружно для растираний и предупреждения пролежней.
- Камфорный спирт 2%-й (антисептическое и слабое местноанестезирующее средство).
- Раствор камфоры и салициловой кислоты спиртовой (Solutio Camphorae et Acidi salicylici spirituosa) (камфоры — 50 г, салициловой кислоты — 10 г, спирта 70%-го — до 1 л).
- Камфоцин (Camphocinum). Линимент: камфоры — 15 г, кислоты салициловой — 3 г, масла касторового — 5 г, масла терпентинного очищенного — 10 г, метилсалицилата — 10 г, настойки стручкового перца — до 100 г. Растирание при ревматизме, артритах.
- Капли «Дента» для успокоения зубной боли (Guttae «Denta»): Хлоралгидрата и камфоры — по 33,3 г, спирта 95%-го — до 100 мл. Наносят по 2—3 капли (на ватке) на больной зуб.
- Капли зубные: камфоры — 6,4 г, мятного масла — 3,1 г, настойки валерианы — до 100 г.
- Камфомен и Каметон — аэрозоли для наружного применения при заболеваниях верхних дыхательных путей.
- Входит в состав препарата бромкамфора.
- Камфорфен-жидкость для антисептической обработки корневых каналов(Р-хлорфенол; DL-камфора; тимол; дексаметазон.)

#### Противопоказания
Применение камфоры противопоказано при эпилепсии и склонности к судорожным реакциям.

#### Хранение
Хранение: в защищённом от света месте.

### Применение в технике
- Как пластификатор камфора широко использовалась в производстве целлулоида (особенно активно с 1930 по 1960 год). С разработкой новых пластических масс, а также из-за горючести и летучести она была практически полностью вытеснена с этого рынка.
- В настоящее время применяется как пластификатор для обработки пересохших фото- и киноплёнок и при реставрационных работах с некоторыми пластиками.[10]
- В технике используют раствор камфоры сo скипидаром для смачивания свёрл при сверлении стекла.

## Химические свойства
Камфоре свойственно большинство реакций кетонов.
Камфора может быть восстановлена до изоборнеола с помощью борогидрида натрия.

## Безопасность
Предельное содержание в окружающем воздухе по стандарту США (OSHA) — 2 мг/м³ (аналог ПДКсс)
Камфора токсична. ПДК 3 мг/м3 (максимально разовая). В то же время порог восприятия запаха может достигать, например, 32 мг/м3. Поэтому можно ожидать, что использование широко распространённых фильтрующих СИЗОД в сочетании с «заменой фильтров по появлении запаха под маской» (как это почти всегда рекомендуется в РФ поставщиками СИЗОД) приведёт к чрезмерному воздействию паров камфоры на, по крайней мере, часть работников — из-за запоздалой замены противогазных фильтров. Для защиты от этого вещества следует использовать значительно более эффективные технологии и средства коллективной защиты.